# 関崎高明
関崎 高明（せきざき たかあき、1972年 - ）は、日本のアニメーター。1992年タイガープロダクションへ入社、フリーを経て、1996年よりトムス・エンタテインメントに席を置き、2005年からゆめ太カンパニーに所属。門山高月名義で参加することもある。日本アニメーター・演出協会（JAniCA）会員。

## 主な参加作品

### テレビアニメ
- クッキングパパ (1992-1995)（動画）
- D・N・A² 〜何処かで失くしたあいつのアイツ〜 （1994）（動画）
- ストリートファイターII V (1995)（原画、動画）
- こちら葛飾区亀有公園前派出所 （1996-2004）（原画）
- B'T X （1996）（原画）
- 機動戦艦ナデシコ （1996-1997）（原画）
- EAT-MAN （1997）（原画）
- DTエイトロン （1998）（原画）
- LEGEND OF BASARA （1998）（原画）
- エデンズボゥイ （1999）（原画）
- デビルマンレディー （1998- 1999）（原画）
- 星界の紋章 （1999）（原画）
- 人形草紙あやつり左近 （1999- 2000）（原画）
- モンスターファーム （1999- 2000）（原画）
- 六門天外モンコレナイト （2000）（原画）
- 爆転シュート ベイブレード （2001）（作画監督、原画）
- SAMURAI GIRL リアルバウトハイスクール （2001）（原画）
- コスモウォーリアー零 （2001）（原画）
- 逮捕しちゃうぞ SECOND SEASON （2001）（原画）
- RAVE （2001- 2002）（原画）
- PROJECT ARMS （2001- 2002）（原画）
- ジーンシャフト （2001）（原画）
- 幻魔大戦 神話前夜の章 （2002）（作画監督）
- ぴたテン （2002）（原画、OP原画）
- 神世紀伝マーズ （2002- 2003）（作画監督）
- SAMURAI DEEPER KYO （2002）（作画監督、原画）
- ドラゴンドライブ （2002）（作画監督）
- 奇鋼仙女ロウラン （2002- 2003）（メカ作画監督、原画）
- 天使な小生意気 （2002- 2003）（原画）
- 高橋留美子劇場 （2003）（原画）
- 魔探偵ロキRAGNAROK （2003）（作画監督）
- まっすぐにいこう。 （2003）（原画）
- MOUSE （2003）（作画監督、OP・ED作画監督補佐）
- ヤミと帽子と本の旅人 （2003-2004）（作画監督）
- 神魂合体ゴーダンナー!! SECOND SEASON（2003-2004）（原画）
- モンキー・パンチ 漫画活動大写真 （2004）（透明紳士、ミスター侍、原画）
- ポポロクロイス （2003-2004）（原画）
- 出撃!マシンロボレスキュー （2003-2004）（原画）
- NARUTO （2002-2007）（原画）
- 舞-HiME （2004- 2005）（原画）
- 北へ。〜Diamond Dust Drops〜 （2004）（作画監督）
- 遙かなる時空の中で-八葉抄- （2004-2005）（原画）
- 遊☆戯☆王デュエルモンスターズ （2000-2004）（モンスターデザイン、原画、第5期OP原画）
- ガラスの仮面 東京ムービー版（2005-2006）（原画）
- ノエイン もうひとりの君へ （2005-2006）（原画）
- アイシールド21 （2005-2008）（作画監督、原画、第2期･第4期OP原画）　一度だけ、ぎゃろっぷ本社回で門山高月名義で参加した（EDクレジットでは、園山高月となっていた）
- ギャラクシーエンジェる〜ん　（2006）（OP・ED原画）　門山高月名義
- 働きマン （2006）（OP原画）
- マジカノ （2006）（OP原画）
- 金色のコルダ〜primo passo〜 （2006-2007）（原画）
- 少年陰陽師 （2006-2007）（原画）　門山高月名義
- ヒロイック・エイジ （2007）（原画）
- しゅごキャラ! （2007）（原画）
- アイドルマスター XENOGLOSSIA （2007）（原画）
- Myself ; Yourself （2007）（原画）
- ネオ アンジェリーク Abyss （2008）（タナトス・メカニックデザイン、アクション監修、原画、OP・ED原画）
- ネオ アンジェリーク Abyss -Second Age- （2008）（タナトス・メカニックデザイン、原画、OP・ED原画）
- ゴルゴ13 （2008）（原画）
- 無限の住人 （2008）（原画）
- ヤッターマン （2008-2009）（原画）
- コードギアス 反逆のルルーシュR2 （2008）（原画）
- 西洋骨董洋菓子店 〜アンティーク〜 （2008）（作画監督）
- 黒神 The Animation （2009）（作画監督）　門山高月名義
- MAJOR 5th season （2009）（作画監督）
- Phantom-Requiem for the phantom- （2009）（原画）
- PandoraHearts （2009）（原画）
- 東京マグニチュード8.0 （2009）（原画）
- 毎日かあさん （2009-2012）（原画）
- ミラクルトレイン〜大江戸線へようこそ〜 （2009）（OP原画、原画）
- 戦う司書 The Book of Bantorra （2009-2010）（原画）
- クイーンズブレイド 玉座を継ぐ者 （2009）（原画）
- テガミバチ （2009-2010）（原画）
- バトルスピリッツ 少年激覇ダン （2009-2010）（原画）
- 迷い猫オーバーラン! （2010）（原画）
- BLEACH （2004－2012）（原画）
- いちばんうしろの大魔王 （2010）（原画）
- 学園黙示録 HIGHSCHOOL OF THE DEAD （2010）（原画）
- 侵略!イカ娘 （2010）（原画）
- 遊☆戯☆王5D's （2008-2011）（第5期OP原画）
- カードファイト!! ヴァンガード （2011-2012）（デザインワーク、第1期.第2期OP原画、原画、作画監督）
- レベルE （2011）（原画）
- Rio RainbowGate! （2011）（原画）
- TIGER & BUNNY （2011）（原画）
- バカとテストと召喚獣にっ！ （2011）（OP原画、原画）
- バトルスピリッツ覇王 （2011）（原画）
- たまゆら〜hitotose〜 （2011）（原画）
- 妖狐×僕SS （2012）（原画）
- 銀河へキックオフ!! （2012-2013）（原画、アクション作画監督）
- 機動戦士ガンダムAGE （2012）（原画）
- SKET DANCE （2011-2012）（原画、作画監督）
- 武装神姫 （2012）（原画）
- 獣旋バトル モンスーノ （2012-2013）（原画）
- ジョジョの奇妙な冒険 （2012-2013）（デザイン協力、作画監督）
- よんでますよ、アザゼルさん。Z （2013）（原画）
- アラタカンガタリ〜革神語〜 （2013）（レイアウト／原画）
- たまゆら〜もあぐれっしぶ〜 （2013）（OP原画、原画）
- 超次元ゲイム ネプテューヌ THE ANIMATION （2013）（作画監督、原画）
- ガイストクラッシャー （2013－2014）（原画）
- IS 〈インフィニット・ストラトス〉 2 （2013）（原画）
- ガンダムビルドファイターズ （2013）（原画）
- 東京レイヴンズ （2013）（原画）
- ウィザード・バリスターズ 弁魔士セシル （2014）（原画）
- 金色のコルダ Blue♪Sky  （2014）（原画）
- ジョジョの奇妙な冒険 スターダストクルセイダース （2014）（作画監督、作画監督補、アイキャッチ原画）
- アルドノア・ゼロ （2014）（原画）
- ガンダムビルドファイターズ トライ （2014）（原画）
- ジョジョの奇妙な冒険 スターダストクルセイダース エジプト編 （2015）（作画監督、アクション作画監督補）
- 戦国無双 （2015）（作画監督）
- 魔法少女リリカルなのはViVid （2015）（作画監督）
- ゆるゆり さん☆ハイ! （2015）（作画監督）
- バトルスピリッツ 烈火魂 （2015）（作画監督、原画）
- 落第騎士の英雄譚 （2015）（OP原画）
- テラフォーマーズ リベンジ （2016）（アクション作画監督）
- バトルスピリッツ ダブルドライブ （2016）（作画監督、原画）
- モンスターハンター ストーリーズ RIDE ON　（2016）（OP原画）
- アリスと蔵六（2017）（原画）
- サクラクエスト（2017）（OP2原画）
- 枪娘！FIRE （2017）（原画）
- UQ HOLDER! 〜魔法先生ネギま!2〜 （2017）（作画監督）
- ３Ｄ彼女　リアルガール　（2018）（OP原画）
- 戦×恋　（2019）（アクション・モンスター作画監督）
- マブラヴオルタネイティヴ　（2021-2022）（OP原画、エフェクト作画監督）
- 東京ミュウミュウ にゅ～♡（2022~2023）（原画）
- 金装のヴェルメイユ〜崖っぷち魔術師は最強の厄災と魔法世界を突き進む〜　（2022）（アクション・モンスター作画監督）
- 実は俺、最強でした?　（2023）（アクション・モンスター作画監督）
- 結婚指輪物語（2024）（OP原画、原画）
- 新米オッサン冒険者、最強パーティに死ぬほど鍛えられて無敵になる。 （2024）（OP原画、原画）
- Übel Blatt〜ユーベルブラット〜（2025）（OP原画　アクション・モンスター作画監督）
- 渡くんの××が崩壊寸前（2025）（OP原画）

### 劇場版アニメ
- 劇場版 X -エックス- （1996）（動画）
- 劇場版 六門天外モンコレナイト 伝説のファイアドラゴン （2000）（原画）
- 風を見た少年〜The Boy Who Saw The Wind （2000）（原画）
- 爆転シュート ベイブレード THE MOVIE 激闘!!タカオVS大地 （2002）（原画）
- 劇場版 遙かなる時空の中で 舞一夜 （2006）（原画）
- ICE〈劇場版〉 （2008）（原画）
- 劇場版 NARUTO -ナルト- 疾風伝 ザ・ロストタワー （2010）（原画）
- 劇場版 NARUTO -ナルト- ブラッド・プリズン （2011）（原画）
- 劇場版イナズマイレブンGO 究極の絆 グリフォン （2012）（原画）
- ベルセルク　黄金時代篇III 降臨 （2013）（原画）
- ペルソナ3　THE MOVIE#2 Midsummer Knight's Dream （2014）（原画）
- 牙狼〈GARO〉-DIVINE FLAME- （2016）（原画）
- デジモンアドベンチャー tri.　第5章 共生　（2017）（作画監督）
- デジモンアドベンチャー tri.　第6章 ぼくらの未来　（2018）（作画監督）
- デジモンアドベンチャー LAST EVOLUTION 絆　（2020）（アニメーションデジモンキャラクターデザイン　 作画監督）
- 宇宙戦艦ヤマト2205 新たなる旅立ち　前章 –TAKE OFF-　（2021）（原画作画監督　原画　エフェクト作画監督）
- 宇宙戦艦ヤマト2205 新たなる旅立ち　後章 - STASHA -　（2022）（原画）
- デジモンアドベンチャー02 THE BEGINNING（2023）（作画監督）

### OVA
- YAMATO2520 （1995-1996）（動画）
- 楽勝!ハイパードール （1995）（動画）
- B'T X NEO （1997）（原画）
- ガラスの仮面 （1998-1999）（原画）
- 真（チェンジ!!）ゲッターロボ 世界最後の日 （1998）（原画）
- マジンカイザー （2001）（原画）
- 真ゲッターロボ対ネオゲッターロボ （2000-2001）（原画）
- R.O.D -READ OR DIE- （2001-2002）（原画）
- ルパン三世 生きていた魔術師 （2002）（原画）
- マジンカイザー 死闘!暗黒大将軍 （2003）（原画）
- モエかん THE ANIMATION （2003）（原画）
- BALDR FORCE EXE RESOLUTION （2006-2007）（原画）
- ICE （2007）（原画）
- デトロイト・メタル・シティ （2009）（原画）
- バカとテストと召喚獣 〜祭〜上巻 （2011）（OP原画、原画）
- Hellsing Ultimate （2006-2012）（作画監督、原画）
- FAIRY TAIL　OAD （2011－）（第2期OP原画）
- 機動戦士ガンダムAGE MEMORY OF EDEN （2013）（原画）
- 参乗合体 トランスフォーマーGo! 忍編 （2013）（原画）
- ARIA The AVVENIRE　（2015）（原画）
- ゆるゆり なちゅやちゅみ! （2015）（作画監督）
- ゆるゆり なちゅやちゅみ!+ （2015）（原画）

### TVスペシャル
- ルパン三世 愛のダ・カーポ〜FUJIKO'S Unlucky Days〜 （1999）（原画）
- ルパン三世 1$マネーウォーズ （2000）（原画）
- こちら葛飾区亀有公園前派出所 両津家三代、黄金郷への珍道中! （2004）（原画）
- こちら葛飾区亀有公園前派出所 シートン探検隊!隅田川の誓い〜思い出の白い鯨を探せ!〜（後編） （2007）（作画監督）
- 遙かなる時空の中で3 紅の月 （2007）（原画）
- 金色のコルダ〜secondo passo〜 （2009）（原画）
- 遙かなる時空の中で3 終わりなき運命 （2010）（原画、設定協力）
- 戦国無双SP 真田の章 （2014）（アクション作画監督、原画）

### Webアニメ
- 終末のワルキューレ（2021）（作画監督）
- 終末のワルキューレII (2023)（作画監督）

### ゲーム
- 魔法騎士レイアース（セガサターン） （1995）（動画）
- 名探偵コナン（プレイステーション） （1998）（原画）
- ドラゴンフォースⅡ 神去りし大地に（セガサターン） （1998）（原画）
- 電激ストライカー（Windows） （2011）（原画）
- 時と永遠 〜トキトワ〜（PlayStation 3） （2012）（作画監督）